# Hogewal

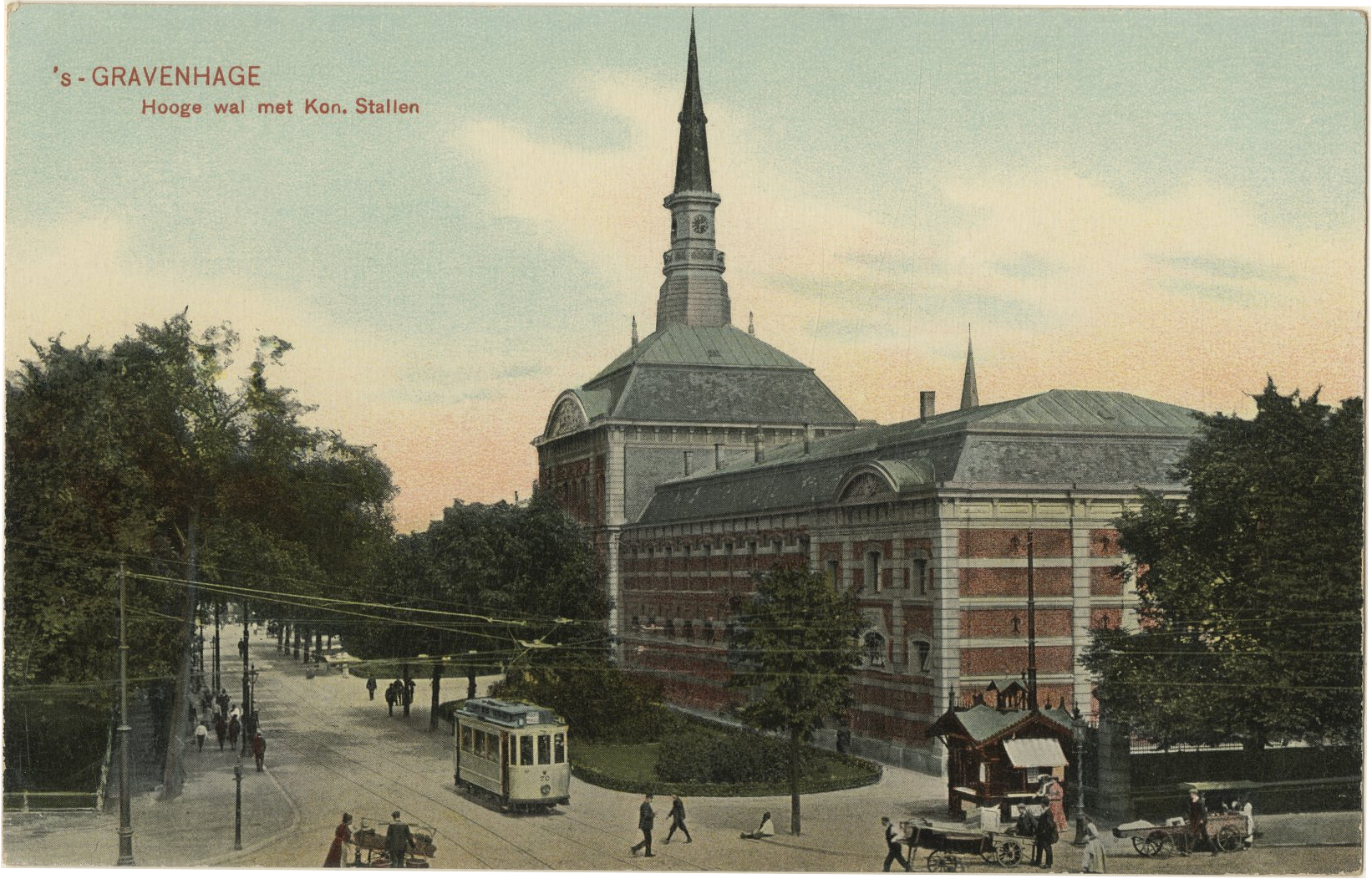
Hogewal met Koninklijke Stallen in 1906, gezien vanaf het Piet Heinplein

De Hogewal in Den Haag loopt langs de gracht tussen het Noordeinde naar de Prinsessewal.

## 17de eeuw
De Hogewal ligt langs de Noord Singelsgracht, die sinds het begin van de 17de eeuw deel uitmaakt van de grachtengordel om Den Haag. Omdat het te veel geld kostte om muren en schansen om de stad aan te leggen met als doel aanvallen van de Spanjaarden af te wenden, besloot men grachten om de stad te graven, die in ieder geval bedelaars en vagebonden buiten de stad zouden houden. Na zonsondergang werden de bruggen opgehaald. Dit gebeurde ook met de Scheveningsebrug, aan het begin van de Hogewal.
Aan de andere kant van de Hogewal boog de gracht haaks naar links. Tussen de gracht en de tuin van paleis Noordeinde, die vroeger ook wel Princessetuin genoemd werd, is de Prinsessewal en aan de overkant, buiten de singel dus, de Toussaintkade.

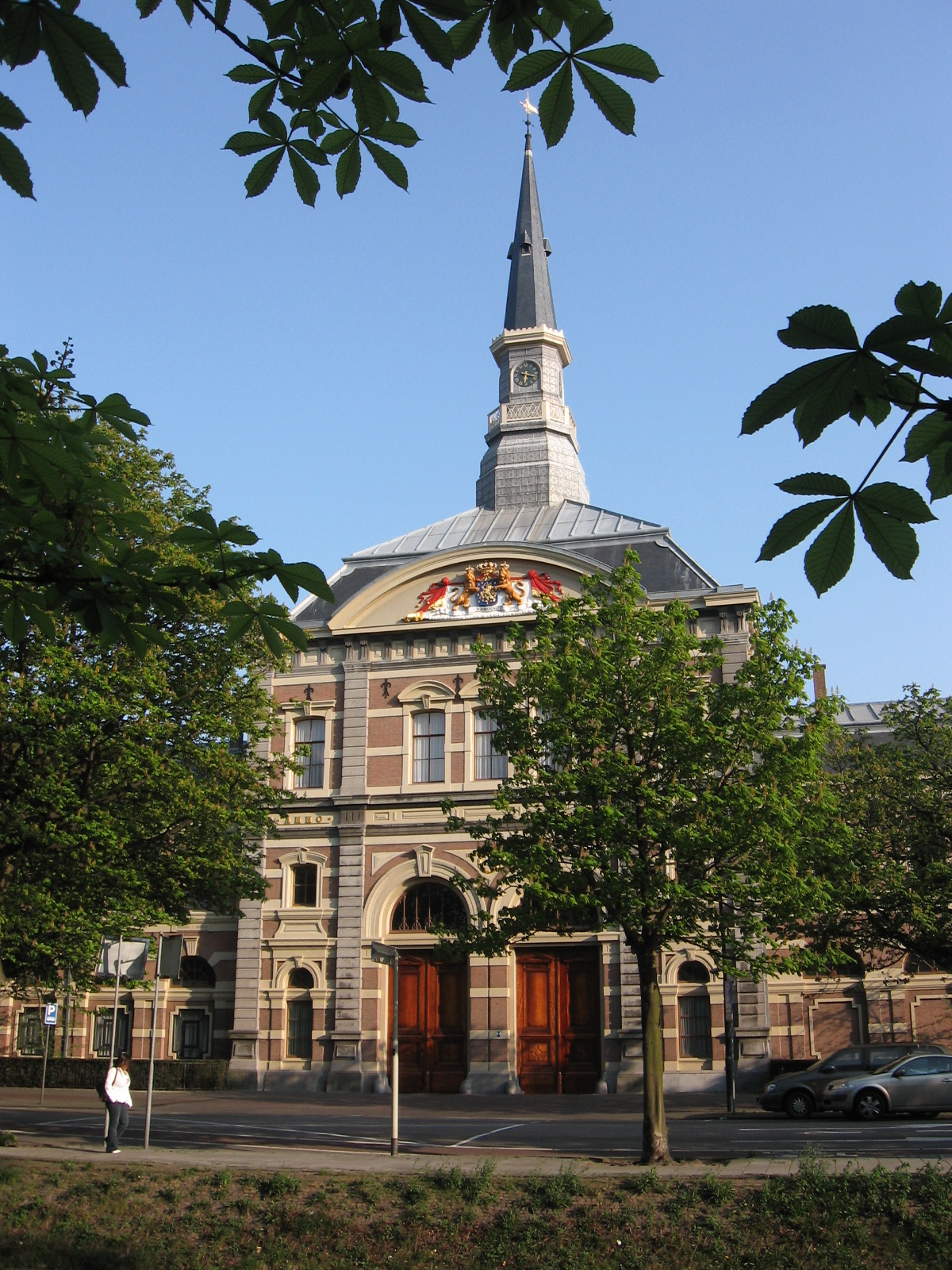
Koninklijke stallen

## 19de eeuw
De Hogewal werd later bekend omdat hier de Koninklijke Stallen liggen op de hoek van de Hogewal en de Prinsessegracht. De stallen werden tussen 1876 en 1879 gebouwd voor koning Willem III. De achterkant komt uit in de Paleistuin.

## 20ste eeuw
Vanaf de Hogewal kijkt men over de gracht uit op de Kortenaerkade, waar op nummer 11 het voormalige hoofdkantoor van de PTT staat dat nu door Nuffic wordt gebruikt.
Tussen 1906 & 1963 reed tramlijn 5 over de Hogewal, en kruiste op de hoek bij de koninklijke stallen tramlijn 2 (1906-1937)(en 1948-1963) en 20 (1928-1948).